# João, o Geômetra
João Ciriota (Ιωάννης Γεωμέτρης/Κυριώτης - João Kyriotes; em latim: Joannes Geometres; fl. segunda metade do século X), dito Geômetra, foi um poeta, soldado e monge bizantino. Ele é um dos principais escritores da chamada Renascença Macedônica.
Ele já foi erroneamente identificado com outro João, o bispo de Melitene.

## Biografia
Quase todas as informações que temos sobre ele vem de seu próprio trabalho e são, por vezes, difíceis de interpretar. Nascido em uma família proeminente, filho caçula de um alto funcionário da corte imperial, ele teve uma boa educação: três de seus poemas (66, 146, 255) são dedicados ao seu professor, um tal Nicéforo, nos quais ele demonstra grande admiração, e que pode ser Nicéforo Erótico, professor de geometria na escola imperial fundada por Constantino VII Porfirogênito.
O seu extensivo treinamento em geometria poderia explicar o enigmático apelido do poeta. De qualquer maneira, não é, a nosso conhecimento, uma profissão que ele teria exercido, e, em segundo lugar, não é um epíteto comum no Império Bizantino, aparecendo pela primeira vez em João Doxopatres (professor de retórica do século XI e admirador das obras de João). Além disso, a obra de João não mostra nenhum interesse particular na geometria, focando também em retórica, teologia e filosofia, especialmente nos dois primeiros.
Seus poemas mostram que ele começou a compor antes de 959 (o reinado de Constantino VII ). Mas João não era somente um escritor e seguiu também a carreira militar, porém é difícil saber em que posição, uma vez que o estilo retórico da poesia bizantina elimina quaisquer detalhes concretos. No manuscrito Bodl. Barocci. 25 (século XIV), João é chamado de Protoespatário, um título reservado para certos altos funcionários da corte e do exército, por exemplo, para os oficiais da Guarda Imperial, mas é impossível saber se esta indicação é verdadeira.
O auge da sua carreira ocorreu principalmente durante o reinado do imperador Nicéforo II Focas, que ele muitas vezes louva (poemas 2, 21, 31, 61, 80, 91, 142). No entanto, ele escreve muito menos sobre João I Tzimisces e é muito mais ambivalente sobre o assunto. Ele continuou a escrever sob a regência de Basílio Lecapeno (976–985): de acordo com Mark Lauxtermann, dois poemas (12 e 153) devem ser interpretados como um elogio velado ao regente, considerado por ele como o verdadeiro imperador.
Em certo ponto de sua carreira, foi demitido (por um "ímpio faraó", diz o poema n º 68), e sua obra agora revela uma grande amargura. No poema 211, ele põe em causa a inveja alheia para as suas capacidades intelectuais e militares. De acordo com F. Scheidweiler, a origem da desgraça seria João Tzimisces, depois que ele assassinou Nicéforo Focas em 969. Já Lauxtermann diz que a culpa é de Basílio II Bulgaróctono que, logo após ter se livrado de Basílio Lecapeno em 985, procedeu à limpeza das famílias aristocráticas que o apoiaram.
Após sua demissão, ele se tornou, provavelmente, um monge em Constantinopla. O mosteiro era dedicado à Santíssima Virgem, em honra a quem ele compôs dezesseis poemas curtos (6, 39, 99, 109, 143, 157-162, 167, 178, 219, 274 e 277), cinco hinos e uma série de homilias. A tradição, ainda seguida por F. Scheidweiler, e apoiada também por João Escilitzes e o epitáfio do imperador Nicéforo, afirma que ele finalmente teria se tornado metropolita de Melitene , mas Lauxtermann mostrou que houve uma confusão com outro personagem, também poeta, chamado João de Melitene. João, o Geômetra, provavelmente morreu em seu mosteiro.

## Obras
A obra de João é variada, com textos em prosa e verso. Ele é mais conhecido por seus poemas curtos (epigramas), com versos clássicos (hexâmetro dactílico, dísticos elegíacos ou dodecassílabos), várias centenas lhe foram atribuídos (338 para os editores modernos). As edições foram baseados no manuscrito Paris. Supp. gr. 352 (século XIII), que inclui, de longe, o maior número de poemas.

## Edições
A primeira edição de seus poemas foram publicadas por J. A. Cramer em 1841, baseadas no manuscrito Paris. suppl. gr. 352 do século XIII, uma edição com muitos erros. Uma outra, revisada e com uma tradução em francês, foi publicada por Émilie Marlène van Opstall em 2008.
- Patrologia Graeca de Migne (PG 106).
- L. Sternbach (ed.), Ioannis Geometrae Carmen de S. Pantaleemone, Cracovie, 1892.